# Бруклинский дрилл
Бруклинский дрилл — региональный поджанр дрилл-музыки, базирующийся в Бруклине, штат Нью-Йорк. Зародился под влиянием британского и чикагского дрилла. Бруклинский дрилл появился примерно в 2014 году с выходом сингла «Hot Nigga» рэпера Бобби Шмурды. Другими пионерами поджанра являются рэперы Ron Suno, Rowdy Rebel, Bam Bino, Dah Dah и Curly Savv. Он снова стал популярным в 2019 году благодаря покойному Pop Smoke. Среди других известных представителей бруклинского дрилла выделяют Fivio Foreign, 22Gz, Sheff G, Sleepy Hallow, Dusty Locane, Sosa Geek, KJ Balla, Smoove'L, Fetty Luciano, MaxThaDemon, Ciggy Black, CoachDaGhost, Rah Swish, Bizzy Banks, Curly Savv, Envy Caine, Blizz Vito, PNV Jay, Nick Blixky и продюсеров 808Melo, AXL Beats, Ghosty.

## История
Бруклинский дрилл впервые стал популярен с выходом сингла 2014 года «Hot Nigga» рэпера Бобби Шмурды. С выпуском трека «Suburban» от 22Gz в 2016 году и сингла «No Suburban» Sheff G в 2017 году произошёл рост поджанра.
Бруклинский дрилл стал крайне популярным благодаря рэперам Pop Smoke и Fivio Foreign. Первый был номинирован на премию Грэмми 2021 года за песню «Dior».
Со временем жанр повысил свой охват в Нью-Йорке, выйдя за рамки Бруклина. Например, песня «Whoopty» рэпера CJ из Статен-Айленда. Он популярен среди протестующих за социальные изменения, в том числе, связанных с движением Black Lives Matter.

## Описание
Бруклинский дрилл представляет собой сочетание трэп-музыки, чикагского и британского дрилла. Характерной особенностью инструментальной части жанра являются 808-й басс, перкуссии с обработанными вокальными сэмплами.  Лирическое содержание музыки, как правило, мрачное, жёсткое и агрессивное, часто обсуждаются темы, связанные с бандитизмом.

## Бронкский дрилл
Бронкский дрилл (также сэмпловый дрилл) — поджанр бруклинского дрилла, зародившегося в начале 2020-х годов в Бронксе и широко использующий необработанные сэмплы старых треков вместо синтезаторов. Главными представителями являются Kay Flock, B-Lovee, Shawny Binladin, Big Yaya и другие.
Такие продюсеры, как Cash Cobain, EPondabeat, WAR, EvilGiane и другие используют фанк, соул, и поп-музыку, чтобы создать современное, но ностальгическое звучание.
В Okayplayer считают, что легко узнаваемые сэмплы повышают вирусный потенциал трека, чаще делая его популярными на платформе TikTok. Несмотря на то, что Cash Cobain сыграл огромную роль в распространении жанра, он отказался признать, что музыканты, занимающиеся сэмплированием, в основном пишут песни для TikTok.  EPondabeat же заявил, что семплирование используется в маркетинговых целях, чтобы вызвать симпатию у слушателя. Cash Cobain в основном сэмплирует современный ритм-н-блюз. Между тем, EPondabeat, EvilGiane предпочитают соул и фанк. Продюсер WAR же не ограничивает себя жанрами. Большинство сэмплов не проходят очистку
Бронкский дрилл также повлиял на звучание джерси клаба.